# Batman no cinema
Batman é uma série de filmes e uma franquia de mídia baseada no personagem fictício homônimo, um super-herói de histórias em quadrinhos publicadas pela editora norte-americana DC Comics, tem aparecido em vários filmes desde sua criação. Ele apareceu pela primeira vez em dois seriados da década de 1940, Batman e Batman e Robin. O personagem também apareceu no seriado de 1966, Batman, que foi estrelada por Adam West.
Perto do final da década de 1980, os estúdios Warner Bros. começaram a produzir uma série cinematográfica para o personagem, começando com o filme de 1989, Batman, dirigido por Tim Burton e estrelado por Michael Keaton. Burton e Keaton retornaram para o filme de 1992, Batman Returns, e em 1995, Joel Schumacher dirigiu Batman Forever, estrelado por Val Kilmer. Schumacher também dirigiu o filme de 1997, Batman & Robin, estrelado por George Clooney. Batman & Robin foi mal recebido tanto pelos críticos quanto pelos fãs do personagem. Depois de um longo tempo em que múltiplos scripts foram desenvolvidos para um possível quinto filme, a Warner Bros decidiu reiniciar a franquia em 2005 com Batman Begins, dirigido por Christopher Nolan. Nolan também dirigiu a sequência de 2008, The Dark Knight, com Bale reprisando seu papel. O terceiro e último filme, The Dark Knight Rises, foi lançado nos cinemas do Brasil no dia 27 de Julho de 2012.
Batman também tem aparecido em vários filmes de animação, enquanto a maioria dos filmes foram lançados diretamente em vídeo, a animação de 1993, Batman: Mask of the Phantasm, foi lançado nos cinemas.

## Filmes
| Título original       | Lançamento original | Direção             | Roteiro                                         | Produção                                            | Distribuição          |
| --------------------- | --- | ------------------- | ----------------------------------------------- | --------------------------------------------------- | --------------------- |
| Batman: The Movie     | 30 de julho de 1966 | Leslie H. Martinson | Lorenzo Semple Jr.                              | William Dozier                                      | 20th Century Fox      |
| Batman: The Movie     | Enredo: O milionário Bruce Wayne (Adam West) e seu parceiro Dick Grayson (Burt Ward) patrulham as ruas de Gotham City sob as identidades secretas de Batman e Robin. A dupla é convocada pelo Comissário de Polícia James Gordon (Neil Hamilton) para combater a nova ameaça de uma gangue de supervilões liderada por Coringa (Cesar Romero), Pinguim (Burgess Meredith), Charada (Frank Gorshin) e Mulher-Gato (Julie Newmar) que planeja assumir o controle do Conselho de Segurança das Nações Unidas e, assim, dominar o planeta. |                     |                                                 |                                                     |                       |
| Batman                | 23 de junho de 1989 | Tim Burton          | Sam Hamm Warren Skaaren                         | Jon Peters Peter Guber                              | Warner Bros.          |
| Batman                | Enredo: A cidade de Gotham City está mergulhada no caos político e criminoso e acaba controlada pelo mafioso Carl Grissom (Jack Palance). O excêntrico Jack Napier (Jack Nicholson), braço-direito de Grissom, aparentemente morre durante um embate com o Departamento de Polícia de Gotham City. Para a surpresa de todos os seus rivais, Napier ressurge do incidente sob a alcunha de "Coringa" e aterroriza a população local. O milionário Bruce Wayne (Michael Keaton) deixa sua vida reclusa para combater reinado de terror de Coringa enquanto tentar lidar com sua repentina paixão pela repórter Vicki Vale (Kim Bassinger). |                     |                                                 |                                                     |                       |
| Batman Returns        | 19 de junho de 1992 | Tim Burton          | Daniel Waters                                   | Denise Di Novi Tim Burton                           | Warner Bros.          |
| Batman Returns        | Enredo: Gotham City testemunha a ascensão repentina de um excêntrico líder político conhecido como "Pinguim" (Danny DeVito) que conta com os esquemas políticos do bilionário Max Shreck (Christopher Walken) para vencer as eleições locais. O próprio Shreck tem suas ambições secretas alcançar o poder e acaba se tornando alvo dos planos de vingança de Selina Kyle (Michelle Pfeiffer) enquanto tentar tirar seu rival Bruce Wayne (Michael Keaton) de jogada. Com o desenrolar da trama, Selina - agora conhecida como "Mulher-Gato" - e Pinguim juntam esforços para controlar a cidade e eliminar seus rivais em comum. |                     |                                                 |                                                     |                       |
| Batman Forever        | 16 de junho de 1995 | Joel Schumacher     | Akiva Goldsman                                  | Tim Burton Peter MacGregor-Scott                    | Warner Bros.          |
| Batman Forever        | Enredo: O magnata Bruce Wayne (Val Kilmer) se torna alvo da vingança de dois grandes criminosos de Gotham City. Enquanto o antigo promotor público Harvey Dent (Tommy Lee Jones) o culpa pelo acidente que desfigurou seu rosto, seu antigo funcionário Dr. Edward Nigma (Jim Carrey) busca vingança pelas humilhações sofridas nas Empresas Wayne. Enquanto tenta formar sua imagem como filantropo e figura pública de Gotham, Wayne se aproxima cada vez mais da psicóloga Chase Meridan (Nicole Kidman) e abriga o ex-acrobata Dick Grayson (Chris O'Donnell), único sobrevivente de uma tragédia causada pelos novos chefes do crime da cidade.                                                                                           |                     |                                                 |                                                     |                       |
| Batman & Robin        | 20 de junho de 1997 | Joel Schumacher     | Akiva Goldsman                                  | Peter MacGregor-Scott                               | Warner Bros.          |
| Batman & Robin        | Enredo: Após anos defendendo as ruas da violenta e sombria Gotham City, a dupla de vigilantes Batman (George Clooney) e Robin (Chris O'Donnell) enfrenta suas primeiras tensões pessoais. A dupla precisa unir forças novamente para deter Victor Fries (Arnold Schwarzenegger) e Hera Venenosa (Uma Thurman) que planejam implantar um inverno definitivo na cidade ameaçando toda a população. Os heróis precisam correr contra o tempo para salvar a vida de seu mordomo Alfred Pennyworth (Michael Gough) e contam com a ajuda de sua sobrinha Barbara Wilson (Alicia Silverstone). |                     |                                                 |                                                     |                       |
| Batman Begins         | 25 de junho de 2005 | Christopher Nolan   | David S. Goyer                                  | Charles Roven Emma Thomas                           | Warner Bros. Pictures |
| Batman Begins         | Enredo: Após o assassinato de seus pais e uma infância conturbada, o bilionário Bruce Wayne (Christian Bale) ingressa em uma vida sabática na Ásia, onde é treinado pelo enigmático Ra's al Ghul (Ken Watanabe) em todas as formas de combate e defesa mental. Após anos de mistério, Wayne retorna com a promessa de combater o sistema de corrupção e criminalidade que domina sua cidade natal enfrentando os interesses de mentes perversas como Jonathan Crane (Cillian Murhphy) e Carmine Falcone (Tom Wilkinson). Para tal, o bilionário conta com o apoio de seu mordomo Alfred Pennyworth (Michael Caine), seu funcionário e pesquisador Lucius Fox (Morgan Freeman) e o inflexível Comissário de Polícia James Gordon (Gary Oldman). |                     |                                                 |                                                     |                       |
| The Dark Knight       | 18 de julho de 2008 | Christopher Nolan   | Christopher Nolan Jonathan Nolan David S. Goyer | Emma Thomas Charles Roven Christopher Nolan         | Warner Bros. Pictures |
| The Dark Knight       | Enredo: Os principais mafiosos de Gotham City são presos e enfrentam os tribunais quando o tenente James Gordon (Gary Oldman) e o procurador de justiça Harvey Dent (Aaron Eckhart) iniciam uma campanha pública de combate à corrupção. A população local vive tempos de esperança até que a cidade volta a ser atormentada por um misterioso e sádico criminoso conhecido como "Coringa" (Heath Ledger). O milionário Bruce Wayne (Christian Bale) volta às ruas como Batman para combater Coringa enquanto confronta seus próprios dilemas pessoais. |                     |                                                 |                                                     |                       |
| The Dark Knight Rises | 20 de julho de 2012 | Christopher Nolan   | Jonathan Nolan Christopher Nolan                | Emma Thomas Charles Roven Christopher Nolan         | Warner Bros. Pictures |
| The Dark Knight Rises | Enredo: Anos após o reinado de terror e rastro de destruição deixado pelo Coringa, a cidade de Gotham City está se reerguendo enquanto o milionário Bruce Wayne (Christian Bale) assume uma vida total reclusa. O poderoso e cruel Bane (Tom Hardy) assumiu o controle da Liga das Sombras e agora planeja destruir a cidade. Wayne deixa sua vida reclusa e conta com escassos aliados em um jogo de poder e enigmas que o coloca lado a lado com a ladra Selina Kyle (Anne Hathaway) e a misteriosa Miranda Tate (Marion Cotillard). |                     |                                                 |                                                     |                       |
| Joker                 | 4 de outubro de 2019 | Todd Phillips       | Todd Phillips Scott Silver                      | Todd Phillips Bradley Cooper Emma Tillinger Koskoff | Warner Bros. Pictures |
| Joker                 | Enredo: O complexo e instável Arthur Fleck (Joaquin Phoenix) busca alcançar uma vida de estrelato como palhaço profissional enquanto tenta lidar com suas inquietações internas e cuidar de sua mãe, a doente Penny Fleck (Frances Conroy). Conforme mergulhe em seu sombrio e intricado passado, Fleck assume cada vez mais uma violenta e sádica personalidade conhecida como "Coringa". |                     |                                                 |                                                     |                       |
| The Batman            | 4 de março de 2022 | Matt Reeves         | Matt Reeves Peter Craig                         | Matt Reeves Dylan Clark                             | Warner Bros. Pictures |
| The Batman            | Enredo: Após dois anos como vigilante noturno, Bruce Wayne (Robert Pattinson) continua lutando contra os traumas de seu passado enquanto Gotham City se torna palco de uma série de jogos enigmáticos promovidos por um misterioso serial killer conhecido apenas como "Charada" (Paul Dano). Lidando com rivais e aliados no corrupto sistema político de Gotham, Wayne tenta capturar o criminoso e descobrir o verdadeiro legado deixado por seu pai no comando das Empresas Wayne. A intricada rede de ligações criminosas no submundo de Gotham City envolve ainda as atividades ilegais de Selina Kyle (Zoë Kravitz) e Pinguim (Colin Farrell), encarregado do negócio lucrativo do mafioso Carmine Falcone (John Turturro).             |                     |                                                 |                                                     |                       |

## Seriados

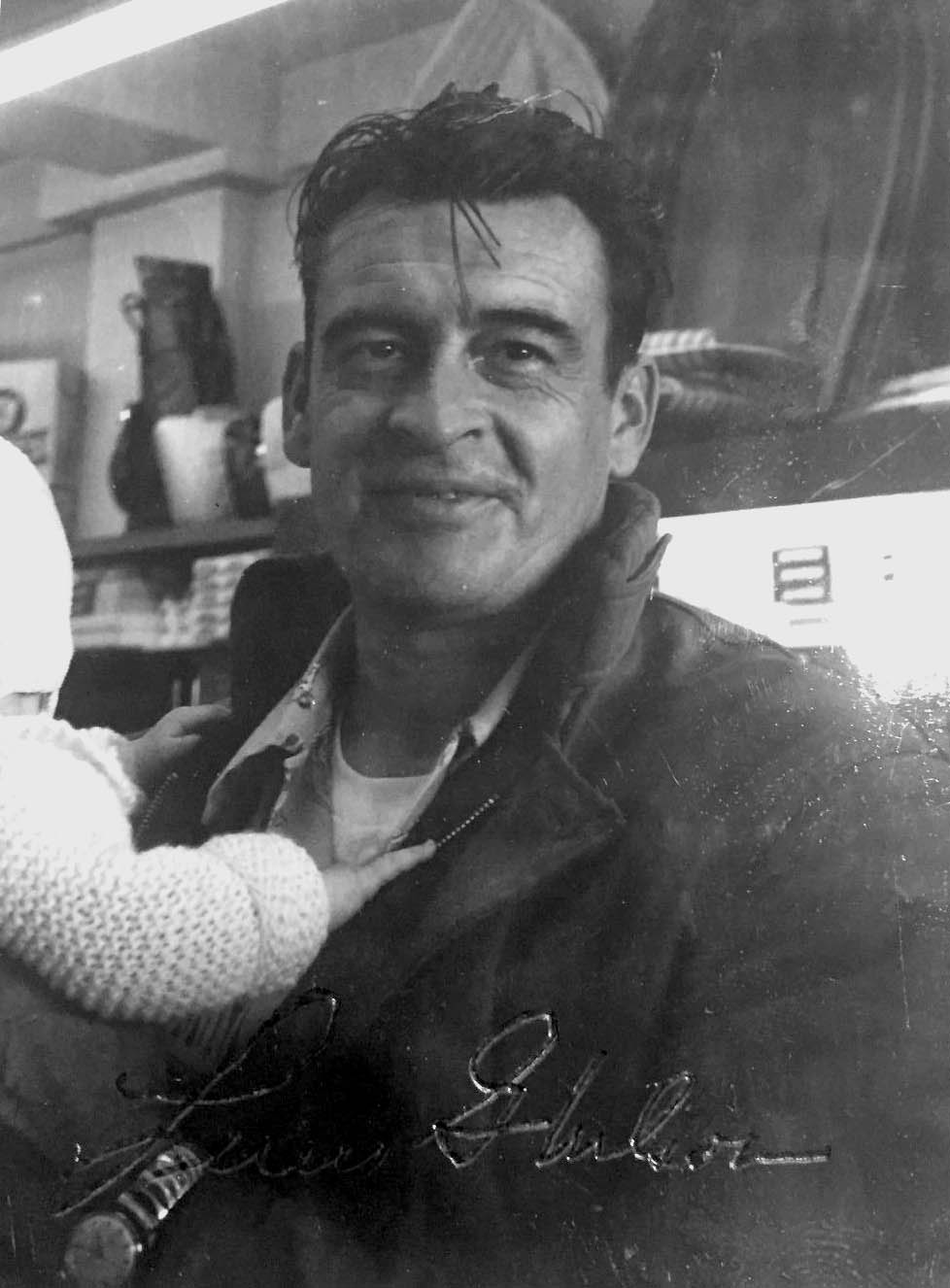
Lewis Wilson interpretou o Batman na primeira aparição do personagem no filme Batman, em 1943.

### The Batman(1943)
The Batman foi um seriado de 15 capítulos lançado em 1943 pela Columbia Pictures. O filme estrelou Lewis Wilson como Batman e Douglas Croft J. como Robin. Carrol Naish interpretou o vilão, um personagem exclusivo, chamado Dr. Daka. Para completar o elenco estava Shirley Patterson como Linda Page (um interesse amoroso de Bruce Wayne), e William  Austin como Alfred. O enredo apresenta Batman, um agente do governo das EUA, tentando derrotar os agentes japoneses do Dr.  Daka, no auge da Segunda Guerra Mundial.
O filme é notável por ser a primeira aparição, em live-action, do personagem e também por ter fornecido dois elementos principais da mitologia Batman. O filme introduziu "A Caverna do Morcego" e a entrada do relógio de pêndulo. William Austin, que interpretou Alfred, tinha um físico esbelto e usava um bigode fino, enquanto a versão das revistas em quadrinhos Alfred estava acima do peso e bem barbeado, antes do lançamento da série. A versão em quadrinhos de Alfred foi alterada para coincidir com Austin, e permaneceu assim.

### Batman & Robin(1949)
Batman & Robin foi outro seriado de 15 capítulos lançado em 1949 pela Columbia Pictures. Robert Lowery interpretou Batman, enquanto Johnny Duncan interpretou Robin. O elenco de apoio inclui Jane Adams como Vicki Vale e o ator veterano Lyle Talbot como Comissário Gordon. O enredo abordou a dupla dinâmica enfrentando Wizard, um vilão encapuzado cuja identidade permanece em mistério em todos os capítulos.

## QuadrilogiaBatman(1989-1997)

### Batman(1989)

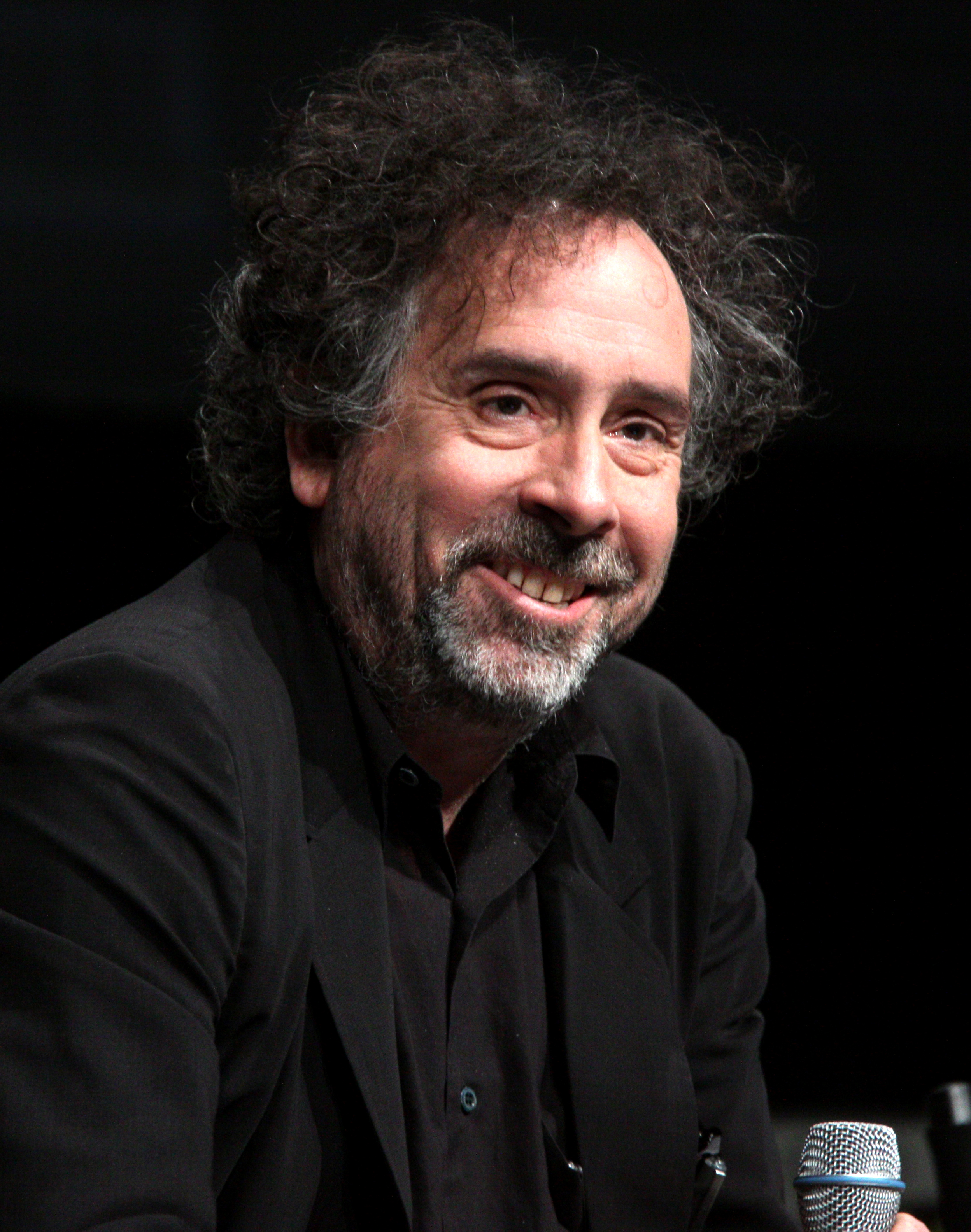
Tim Burton, o diretor de Batman e Batman Returns.

Tim Burton assumiu a direção do primeiro filme da série em 1986. Steve Englehart e Julie Hickson escreveram tratamentos para o filme antes de Sam Hamm escrever o primeiro roteiro.  Vários atores foram considerados para o papel de Batman antes de Michael Keaton ser escalado. Keaton causou uma controvérsia,  em 1988, pois ele se destacava mais como ator de comédias e muitos observadores duvidaram que ele pudesse retratar um papel sério e dramático. Jack Nicholson aceitou fazer o papel do personagem Coringa, sob condições estritas, que ditou um alto salário, uma parcela dos lucros de bilheteria e seu cronograma de filmagem. Diz-se que o último salário de Nicholson chegou a $ 50 milhões.  As filmagens foram realizadas no Pinewood Studios e começaram em Outubro de 1988 e terminaram em janeiro de 1989. O orçamento inicial saltou de US$ 30 milhões para US$48 milhões. O filme recebeu críticas positivas, quebrando recordes de inúmeras bilheterias, e ganhou o Oscar de melhor direção de arte. O filme arrecadou mais de US$ 400 milhões, e deixou um legado sobre a percepção moderna do gênero de filmes de super-heróis.

### Batman Returns(1992)
Originalmente, Burton não queria dirigir uma continuação por causa de suas emoções com o filme anterior. O primeiro roteiro, escrito por Sam Hamm, mostrava Pinguim e Mulher-Gato em busca de um tesouro perdido. Daniel Waters escreveu um segundo roteiro que deixou Burton satisfeito e acabou o convencendo de reprisar seu papel como diretor. Wesley Strick fez mudanças no roteiro, excluindo as aparições de Harvey Dent e Robin e reescrevendo o clímax. Várias atrizes foram consideradas para o papel da Mulher-Gato antes de Michelle Pfeiffer ser escalada, enquanto Danny DeVito foi escolhido para retratar o Pinguim. As filmagens começaram, em Burbank, Califórnia, em junho de 1991. Batman Returns foi um sucesso financeiro, mas a Warner Bros estava decepcionada com o filme, principalmente pela bilheteria ter rendido menos do que o filme anterior. No entanto, o filme ainda recebeu críticas positivas, mas também recebeu críticas negativas por conta de sua violência e insinuações sexuais que poderiam ser inadequados para crianças. Por conta disso, o McDonald's resolveu não vender o McLanche Feliz do filme.

### Batman Forever(1995)

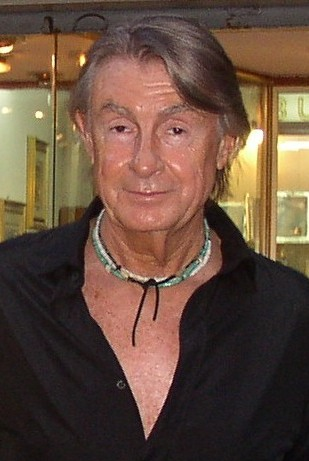
Joel Schumacher, o diretor de Batman Forever e Batman & Robin.

Apesar de Batman Returns ter sido um sucesso financeiro, a Warner Bros sentiu que o filme deveria ter rendido mais dinheiro. O estúdio decidiu mudar a direção da franquia, com a ídeia de um filme menos sombrio e mais familiar. Joel Schumacher substituiu Tim Burton como diretor, enquanto Burton decidiu permanecer como produtor. No entanto, Michael Keaton decidiu não reprisar seu papel por não ter gostado do roteiro do filme, e assim foi substituído por Val Kilmer. Chris O'Donnell foi introduzido como Robin, Jim Carrey estrelou como o Charada, enquanto Tommy Lee Jones estrelou como Duas-Caras. As filmagens começaram em setembro de 1994, e Schumacher teve dificuldades em trabalhar com Kilmer e Jones. Batman Forever foi lançado em  16 de junho de 1995 como um sucesso financeiro, ganhando  350 milhões de dólares em todo o mundo e três indicações ao Oscar, nas categorias de melhor som, melhores efeitos sonoros e melhor fotografia, mas o filme teve revisões misturadas dos críticos.

### Batman & Robin(1997)
O desenvolvimento para Batman & Robin começou após Batman Forever, e Val Kilmer não reprisou seu papel, por causa de conflitos de agenda com The Saint, e foi substituído por George Clooney. Arnold Schwarzenegger estrelou como Senhor Gelo, enquanto Uma Thurman estrelou como Hera Venenosa e Alicia Silverstone como Batgirl. Chris O'Donnell reprisou seu papel como Robin. As filmagens começaram em Setembro de 1996 e terminaram em Janeiro de 1997, duas semanas à frente do cronograma de filmagem. Batman & Robin foi lançado em 20 de junho de 1997, e foi alvo de bastantes críticas negativas. Os observadores criticaram o filme por causa de sua abordagem toyetic e camp, e por insinuações homossexuais que foram adicionadas por Schumacher. Ainda assim, o filme foi um sucesso financeiro, mas continua a ser o menos bem sucedido da série de filmes Batman. O filme recebeu inúmeras indicações ao Framboesa de Ouro e está entre os piores filmes de super-heróis de todos os tempos.

### Batman Triumphant
Batman Triunfante (conhecido também como Batman Unchained ou Batman Triumphant) seria o quinto filme da série Batman, a ser lançado entre 1998 e 1999. George Clooney (Batman) e Chris O'Donnell (Robin) voltariam em seus respectivos papéis e, o vilão principal seria o Espantalho. No entanto, após o fiasco de Batman & Robin (1997), os fãs decidiram que, Joel Schumacher não merecia mais confiança. Mais tarde, Joel decidiu trabalhar na adaptação de Batman: Ano Um, mas, a Warner recusou a ideia. George Clooney foi precipitado ao assinar um contrato para dois filmes. Provavelmente, nem leu o roteiro do primeiro. A Warner decidiu então aproveitar a ideia de Batman: Ano Um, mas, nas mãos de outro homem. Assim, em 2005, saiu Batman Begins, o filme do Cavaleiro das Trevas, dirigido por Christopher Nolan e estrelado por Christian Bale, que recebeu conselhos de Adam West e George Clooney.

## TrilogiaBatman de Christopher Nolan(2005-2012)

### Batman Begins(2005)

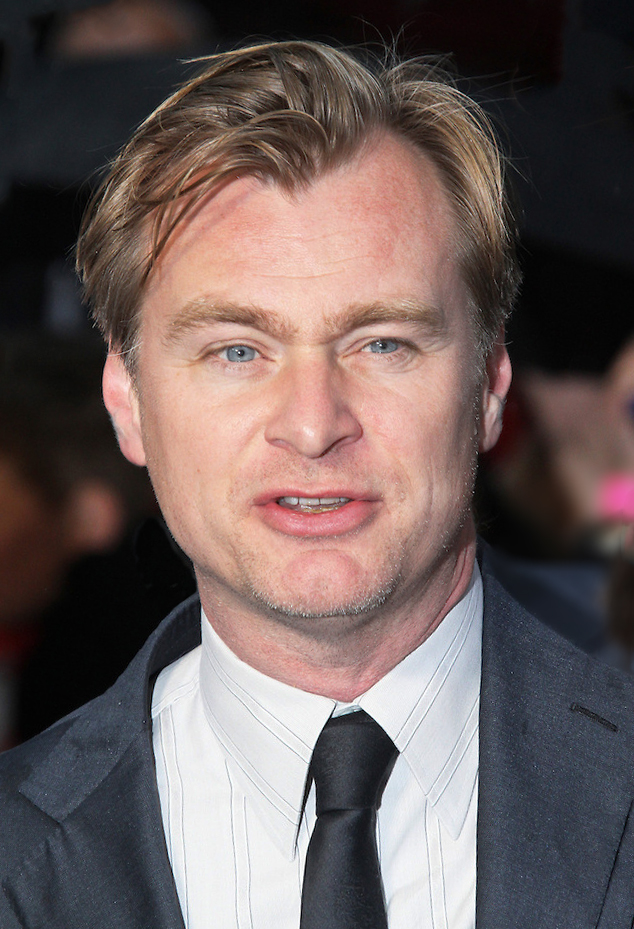
Christopher Nolan, o diretor da Trilogia O Cavaleiro das Trevas.

O diretor/roteirista Christopher Nolan e o co-roteirista David S. Goyer começaram a trabalhar em Batman Begins no início de 2003  com o objetivo de um tom mais sombrio e realista, com a humanidade e realismo sendo a base do filme. O filme, que foi filmado principalmente na Inglaterra e Chicago, contou com acrobacias tradicionais e modelos em escala, imagens geradas por computador foram usadas minimamente. Christian Bale estrelou como Batman. Liam Neeson estrelou como Ra's al Ghul (embora  disfarçado de Henri Ducard) e Cillian Murphy estrelou como O Espantalho. Katie Holmes também autou no filme como o interesse amoroso de Bruce Wayne, Rachel Dawes. Um novo Batmóvel (chamado de Tumbler) e uma nova Bat-roupa  foram criados especialmente para o filme.
Batman Begins recebeu várias críticas positivas e foi comercialmente bem sucedido. O filme estreou em 15 de junho de 2005 nos Estados Unidos e Canadá em 3858 cinemas. O filme arrecadou EUA $ 48 milhões em sua semana de estreia, acabou ganhando  370 milhões dólares em todo o mundo. Recebeu uma taxa de aprovação de 85% total  de Rotten Tomatoes, e foi indicado ao Oscar de Melhor Fotografia.
Os críticos observaram que o "medo" era um tema comum ao longo do filme, e comentaram que tinha um tom mais escuro em relação aos quatro filmes da franquia anterior do Batman. O filme também popularizou a noção de reinicializações de franquias em Hollywood.

### The Dark Knight(2008)
Christopher Nolan repetiu suas funções como diretor, e trouxe seu irmão, Jonathan, para co-escrever o roteiro do segundo filme. The Dark Knight apresenta Christian Bale, reprisando seu papel como Batman / Bruce Wayne, Heath Ledger como Coringa e Aaron Eckhart como Harvey Dent / Duas-Caras. As filmagens começaram em abril de 2007, em Chicago. O filme também foi filmado em outros locais, incluindo Pinewood Studios e Hong Kong.
Em 22 de janeiro de 2008, depois que terminou de gravar as cenas do filme, Ledger morreu de overdose após tomar seu remédio para dormir. A Warner Bros tinha criado uma campanha de publicidade viral para o filme, desenvolvimento de sites promocionais e trailers destacaram capturas de tela  de Ledger como o Coringa, mas após a morte de Ledger, o estúdio focalizou a sua campanha promocional.
O filme foi lançado em 16 de julho de 2008 (na Austrália) e 18 de julho de 2008 (na América do Norte), o filme foi recebido com críticas positivas após o seu lançamento, e se tornou o segundo filme do Batman a ganhar mais de US$ 500 milhões em bilheteria, e o primeiro filme do Batman a faturar mais de um bilhão de dólares no mundo inteiro, e definir numerosos  outros registros no processo. Ele recebeu oito indicações ao Oscar, e ganharam dois prêmios no Oscar 2009: Melhor Ator Coadjuvante (uma vitória póstuma para Heath Ledger) e Melhor Edição de Som, tornando-se o segundo filme do Batman a receber uma vitória no Oscar.

### The Dark Knight Rises(2012)
Mais uma vez dirigido por Christopher Nolan e escrito por Nolan e seu irmão Jonathan, "Dark Knight Rises" é o terceiro e último filme da série cinematográfica Batman de Nolan. Christian Bale reprisa como Bruce Wayne/Batman, bem como o retorno ao elenco de Michael Caine como Alfred Pennyworth, Gary Oldman como James Gordon, Morgan Freeman como Lucius Fox e Cillian Murphy como o Dr. Jonathan Crane. O filme também introduz os personagens Selina Kyle, interpretada por Anne Hathaway, uma ladra gatuna cuja presença em Gotham City põe em movimento uma cadeia de eventos que levarão Batman a sair de sua aposentadoria, e Bane, interpretado por Tom Hardy, o antagonista da história.
Nolan inicialmente se mostrou hesitante sobre uma terceira continuação da série, mas concordou em voltar depois de desenvolver uma história com seu irmão e David Goyer, que em sua opinião seria uma conclusão satisfatória para a série. O filme se inspira na série de quadrinhos Batman: Knightfall (1993), série que marcou o surgimento do vilão Bane; em The Dark Knight Returns (1987), em que Batman volta a Gotham City após uma ausência de dez anos, e em Terra de Ninguém (1999), em que um grande terremoto abala Gotham. As filmagens ocorreram em várias partes do mundo, incluindo Índia, Londres, Glasgow, Los Angeles, Nova Iorque e Pittsburgh. Nolan usou câmeras IMAX durante a maior parte das filmagens para otimizar a qualidade da imagem. Tal como aconteceu com The Dark Knight, as campanhas de marketing viral começaram cedo para ajudar a promover o filme. Quando as filmagens foram concluídas, a Warner Bros. focalizou a sua campanha, com o desenvolvimento de sites promocionais, liberando os seis primeiros minutos do filme e o trailer de cinema, e enviando peças aleatórias de informações sobre o enredo do filme para várias empresas.

## Universo Estendido DC

### Batman vs Superman: Dawn of Justice(2016)

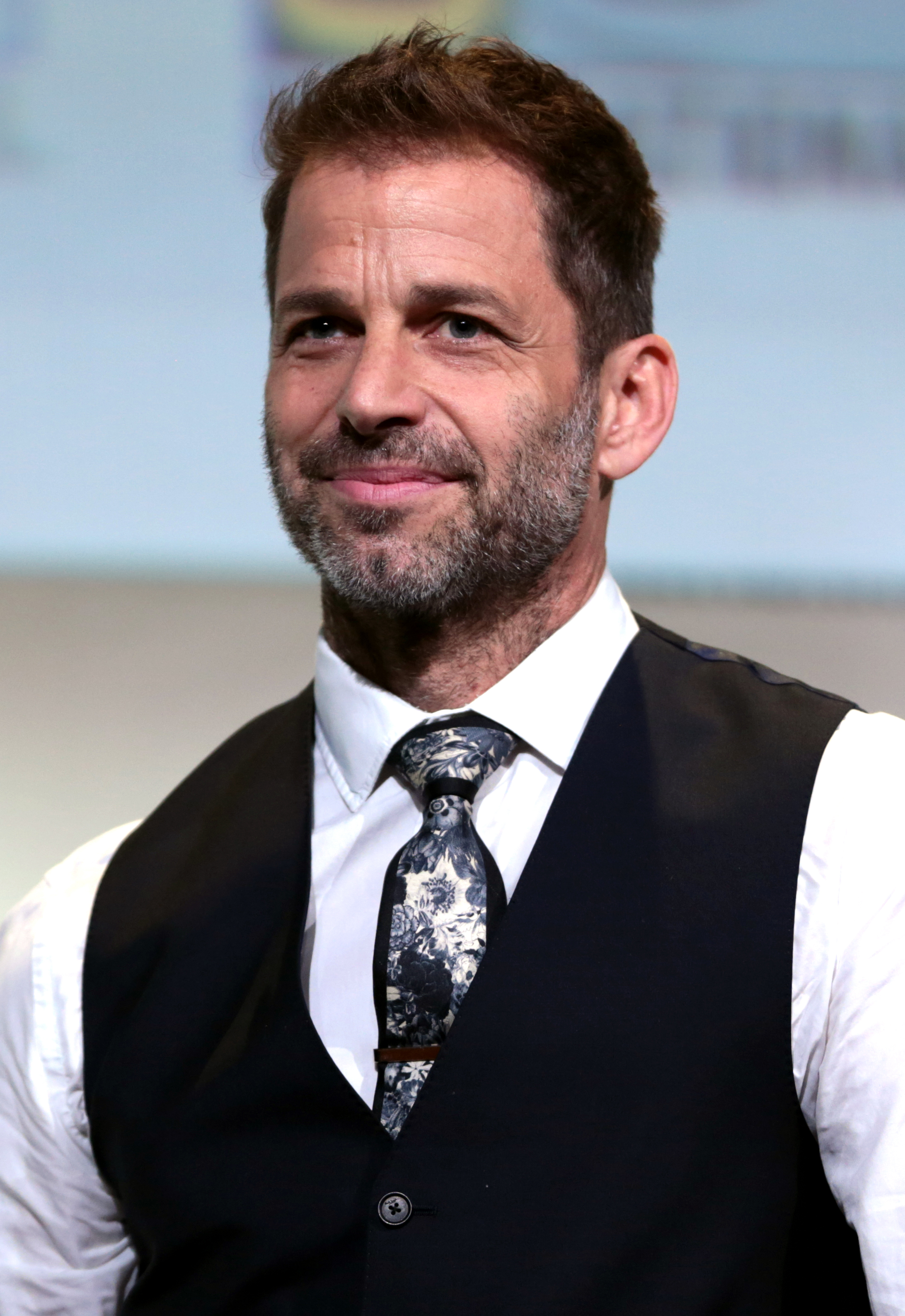
Zack Snyder sentiu que um Batman mais velho seria uma justaposição para um Superman mais jovem.

Em 13 de junho de 2013, uma fonte ligada à Warner Bros. afirmou ao jornal The Wrap a existência de discussões sobre mais filmes no gancho de Man of Steel, assim como um possível filme reunindo os dois personagens e Mulher-Maravilha e Aquaman. Posteriormente, a Warner Bros. anunciou a produção de um novo filme co-protagonizado por Batman e Superman. O filme seria uma sequência aos eventos de Man of Steel (2013) e baseado nos quadrinhos The Dark Knight Returns. Goyer confirmou que a trama seria entorno de um embate entre os dois personagens e admitiu dois supostos títulos: Superman vs Batman ou Batman vs Superman.
Em agosto de 2013, The Holywood Reporter anunciou a contratação de Ben Affleck como Bruce Wayne no novo longa-metragem. Em janeiro do ano seguinte, foi anunciada a nova data de estreia para 6 de maio de 2016 visando dar aos produtores "mais tempo para realizar inteiramente sua concepção, dada a natureza complexa da história". O lançamento do filme foi alterado novamente para 25 de março de 2016, desta vez "para evitar uma disputa direta com Captain America: Civil War". Em certo ponto da trama, a Mansão Wayne seria incendiada e Bruce e Alfred Pennyworth mudariam-se para uma residência provisória na Batcaverna. Durante o filme, Bruce é subitamente manipulado por Lex Luthor ao pensar que Superman é um elemento não confiável e uma verdadeira ameaça aos seres humanos. Os pensamentos obscuros de Wayne resultam supostamente do assassinato de Jason Todd pelo Coringa em algum ponto do passado anterior aos eventos do filme. Contudo, ao confrontar Superman com a kryptonita, Batman percebe que este não passa de um ser humano com poderes.
Lançado no início de 2016, Batman vs Superman: A Origem da Justiça (que continua a partir de O Homem de Aço) marca o primeiro encontro entre Batman e Superman, interpretado por Henry Cavill. O elenco inclui também Gal Gadot (como Mulher-Maravilha) e Jesse Eisenberg (como Lex Luthor).

### Esquadrão Suicida(2016)
Em fevereiro de 2009, a Warner Bros. estava a desenvolver um filme com o Esquadrão Suicida, tendo Dan Lin como produtor e Justin Marks como roteirista. Em setembro de 2014, David Ayer foi contratado para dirigir e escrever o roteiro principal do filme. Charles Roven também foi contactado para integrar-se ao time de produtores. Em novembro de 2014, a companhia anunciou a participação dos personagens Pistoleiro, Harley Quinn, Crocodilo e Coringa, que seriam interpretados respectivamente por Will Smith, Margot Robbie, Adewale Akinnuoye-Agbaje e Jared Leto. Batman aparece brevemente em flashbacks na captura de Pistoleiro, além de uma breve retratação de sua trama com Crocodilo. Na conclusão do filme, Amanda Waller - que conhece a verdadeira identidade de Batman - pede-lhe proteção após o recente ataque de Magia.

### Liga da Justiça(2017)
Logo após a conclusão da filmagens de Man of Steel, a Warner Bros. contratou Will Beall para produzir um roteiro de um novo longa-metragem sobre a Liga da Justiça. Com o lançamento de Man of Steel em junho de 2013, Goyer foi contratado para escrever o novo filme em substituição a Beall. Em abril de 2014, Zack Snyder foi anunciado como diretor do novo filme, enquanto Goyer permaneceria como roteirista. A companhia supostamente considerou a contratação de Chris Terrio para reescrever o roteiro após seu aclamado trabalho em Batman v Superman.
Em 2017, Ben Affleck retornou como Batman em Liga da Justiça, também teve personagens como Flash (Ezra Miller), Aquaman (Jason Momoa) e Ciborgue (Ray Fisher).

## The Batman(2022)
Em outubro de 2014, a Warner Bros. anunciou que um filme solo do Batman estava em desenvolvimento, com Affleck definido para reprisar o papel. Em julho de 2015, foi relatado que Affleck estava em negociações para também dirigir e co-escrever o roteiro com Geoff Johns. Após o lançamento de Batman v Superman, o co-presidente da William Morris Endeavour, Patrick Whitesell, confirmou que Affleck havia escrito um roteiro para um filme solo do Batman que ele esperava que fosse escolhido pela Warner Bros. O presidente da Warner Bros, Kevin Tsujihara, confirmou em abril de 2016 que o estúdio estava avançando com o filme solo do Batman, de Affleck, que o ator estrelaria e dirigiria. Em maio de 2016, Jeremy Irons confirmou que ele estaria aparecendo em The Batman, enquanto Affleck afirmou que seu filme solo do Batman iria pegar algumas coisas emprestadas de "grandes histórias em quadrinhos", mas criando uma "história original". Affleck foi oficialmente confirmado como o diretor do filme na San Diego Comic-Con em julho de 2016. Em agosto de 2016, Affleck postou em redes sociais um vídeo de teste de filmagens com o Exterminador. Geoff Johns mais tarde confirmou que o personagem será interpretado por Joe Manganiello. No início de outubro de 2016, Affleck afirmou que o título pretendido para o filme seria The Batman, acrescentando: "Pelo menos é com esse nome que estamos trabalhando. Mas pode mudar." Em dezembro de 2016, Affleck confirmou que o filme estava no caminho certo para começar a ser filmado na primavera de 2017. Mais tarde naquele mês, o executivo da Warner Bros, Greg Silverman, afirmou que o filme seria lançado em 2018. Em janeiro de 2017, Affleck anunciou que estava se afastando como diretor, a fim de se concentrar no papel. Ele continuará a atuar como roteirista, produtor e estrela do filme. Após o anúncio da saída de Affleck da cadeira do diretor, foi reportado que o roteirista de Batman v Superman, Chris Terrio, chegou a reescrever o roteiro original de Affleck e Johns. Em fevereiro de 2017, a Warner Bros anunciou o título de The Batman e que Matt Reeves dirigiria e co-produziria o filme. Em maio de 2019, o ator britânico Robert Pattinson foi confirmado como Batman / Bruce Wayne. 

## Elenco
| Personagem               | Filme                   | Filme              | Filme                 | Filme                 | Filme                 | Filme                | Filme                  | Filme                        | Filme                                     | Filme                | Filme                 | Filme             |
| Personagem               | Batman The Movie (1966) | Batman (1989)      | Batman Returns (1992) | Batman Forever (1995) | Batman & Robin (1997) | Batman Begins (2005) | The Dark Knight (2008) | The Dark Knight Rises (2012) | Batman v Superman: Dawn of Justice (2016) | Suicide Squad (2016) | Justice League (2017) | The Batman (2022) |
| ------------------------ | ----------------------- | ------------------ | --------------------- | --------------------- | --------------------- | -------------------- | ---------------------- | ---------------------------- | ----------------------------------------- | -------------------- | --------------------- | ----------------- |
| Brune Wayne Batman       | Adam West               | Michael Keaton     | Michael Keaton        | Val Kilmer            | George Clooney        | Christian Bale       | Christian Bale         | Christian Bale               | Ben Affleck                               | Ben Affleck          | Ben Affleck           | Robert Pattinson  |
| Dick Grayson Robin       | Burt Ward               |                    |                       | Chris O'Donnell       | Chris O'Donnell       |                      |                        | Joseph Gordon-Levitt         |                                           |                      |                       |                   |
| Alfred Pennyworth        | Alan Napier             | Michael Gough      | Michael Gough         | Michael Gough         | Michael Gough         | Michael Caine        | Michael Caine          | Michael Caine                | Jeremy Irons                              | Jeremy Irons         | Jeremy Irons          | Andy Serkis       |
| Comissário James Gordon  | Neil Hamilton           | Pat Hingle         | Pat Hingle            | Pat Hingle            | Pat Hingle            | Gary Oldman          | Gary Oldman            | Gary Oldman                  |                                           |                      | J. K. Simmons         | Jeffrey Wright    |
| Selina Kyle Mulher-Gato  | Lee Meriwether          |                    | Michelle Pfeiffer     |                       |                       |                      |                        | Anne Hathaway                |                                           |                      |                       | Zoë Kravitz       |
| Harvey Dent Duas Caras   |                         | Billy Dee Williams |                       | Tommy Lee Jones       |                       |                      | Aaron Eckhart          | Aaron Eckhart                |                                           |                      |                       |                   |
| Oswald Cobblepot Pinguim | Burgess Meredith        |                    | Danny DeVito          |                       |                       |                      |                        |                              |                                           |                      |                       | Colin Farrell     |

## Recepção

### Bilheteria
| Filme                                                                                                   | Data de lançamento     | Rendimento da bilheteria | Rendimento da bilheteria | Rendimento da bilheteria | Ranking                          | Ranking                       | Orçamento     | Ref(s) |
| Filme                                                                                                   | Data de lançamento     | Norte América            | Outros territórios       | No mundo todo            | Todos os tempos América do Norte | Todos os tempos No mundo todo | Orçamento     | Ref(s) |
| --- | ---------------------- | ------------------------ | ------------------------ | ------------------------ | -------------------------------- | ----------------------------- | ------------- | ------ |
| Batman                                                                                                  | 23 de junho de 1989    | $251,188,924             | $160,160,000             | $411,348,924             | #71 #50(A)                       | #156                          | $35 milhões   | [ 71 ] |
| Batman Returns                                                                                          | 19 de junho de 1992    | $162,831,698             | $103,990,656             | $266,822,354             | #206 #167(A)                     | #338                          | $80 milhões   | [ 72 ] |
| Batman: Mask of the Phantasm                                                                            | 25 de dezembro de 1993 | $5,617,391               |                          | $5,617,391               | #4,653                           |                               |               | [ 73 ] |
| Batman Forever                                                                                          | 16 de junho de 1995    | $184,031,112             | $152,498,032             | $336,529,144             | #148 #140(A)                     | #231                          | $100 milhões  | [ 74 ] |
| Batman & Robin                                                                                          | 20 de junho de 1997    | $107,325,195             | $130,881,927             | $238,207,122             | #460                             | #394                          | $125 milhões  | [ 75 ] |
| Batman Begins                                                                                           | 15 de junho de 2005    | $206,852,432             | $167,366,241             | $374,218,673             | #120                             | #182                          | $150 milhões  | [ 76 ] |
| The Dark Knight                                                                                         | 18 de julho de 2008    | $534,858,444             | $469,700,000             | $1,004,558,444           | #4 #29(A)                        | #14                           | $185 milhões  | [ 77 ] |
| The Dark Knight Rises                                                                                   | 20 de julho de 2012    | $448,139,099             | $636,300,000             | $1,084,439,099           | #7 #63(A)                        | #8                            | $250 milhões  | [ 78 ] |
| Batman v Superman: Dawn of Justice                                                                      | 25 de março de 2016    | $328,843,925             | $542,232,023             | $871,075,948             | #45                              | #46                           | $250 milhões  | [ 79 ] |
| Batman: The Killing Joke                                                                                | 25 de julho de 2016    | $3,775,000               | $586,038                 | $4,361,038               |                                  |                               | $3.5 milhões  | [ 80 ] |
| Total                                                                                                   | Total                  | $2233463220              | $2363714917              | $4597178137              |                                  |                               | $1.178 bilhão |        |
| Lista de indicadore(s) - Bilheterias de Batman Begins e The Dark Knight incluem re-lançamentos de 2012. |                        |                          |                          |                          |                                  |                               |               |        |

### Crítica
| Filme                              | Rotten Tomatoes    |
| ---------------------------------- | ------------------ |
| Batman (1966)                      | 80% (30 resenhas)  |
| Batman (1989)                      | 72% (68 resenhas)  |
| Batman Returns                     | 81% (71 resenhas)  |
| Batman: Mask of the Phantasm       | 82% (28 resenhas)  |
| Batman Forever                     | 40% (58 resenhas)  |
| Batman & Robin                     | 10% (85 resenhas)  |
| Batman Begins                      | 84% (268 resenhas) |
| The Dark Knight                    | 94% (324 resenhas) |
| The Dark Knight Rises              | 87% (335 resenhas) |
| Batman v Superman: Dawn of Justice | 27% (360 resenhas) |
| Batman: The Killing Joke           | 45% (31 resenhas)  |
| The Lego Batman Movie              | 90% (250 resenhas) |